# Bruce Miller
Bruce Miller est un compositeur américain né à Détroit, dans le Michigan (États-Unis).

## Filmographie
- 1981 : The Krypton Factor (série télévisée)
- 1985 : Le Dernier dragon (The Last Dragon), de Michael Schultz
- 1985 : The Motown Revue Starring Smokey Robinson (série télévisée)
- 1986 : Nell Carter Special (téléfilm)
- 1986 : Amen (série télévisée)
- 1986 : Femmes d'affaires et dames de cœur (Designing Women) (série télévisée)
- 1987 : Spies (série télévisée)
- 1987 : U.S. Marshals: Waco & Rhinehart (téléfilm)
- 1987 : The Lamp (The Outing)
- 1988 : Michael Jackson: The Legend Continues (vidéo)
- 1988 : Falcon Crest (feuilleton TV)
- 1989 : Gwang tin lung fu wui
- 1990 : Ski Patrol (en)
- 1990 : Wings (série télévisée)
- 1990 : The World According to Straw (téléfilm)
- 1991 : Michael Landon: Memories with Laughter and Love (vidéo)
- 1991 : Côte Ouest (Knots Landing) (feuilleton TV)
- 1992 : Louis in St. Louis (téléfilm)
- 1992 : The Man from Hope (téléfilm)
- 1992 : Hearts Afire (série télévisée)
- 1993 : Mother of the Bride (téléfilm)
- 1993 : The John Larroquette Show (série télévisée)
- 1993 : Bonanza: The Return (téléfilm)
- 1994 : Matlock (série télévisée)
- 1995 : Bonanza: Under Attack (téléfilm)
- 1995 : The Preston Episodes (série télévisée)
- 1995 : Presque parfaite (Almost Perfect) (série télévisée)
- 1995 : The Pursuit of Happiness (série télévisée)
- 1996 : A Place Called America (téléfilm)
- 1996 : Joyeuse pagaille (Something So Right) (série télévisée)
- 1997 : Denver Summit of the Eight (G-8 Summit) (téléfilm)
- 1997 : Union Square (série télévisée)
- 1997 : Jenny (série télévisée)
- 1998 : Guinness World Records: Primetime (série télévisée)
- 1998 : Kids Say the Darndest Things (série télévisée)
- 1998 : The Simple Life (série télévisée)
- 1998 : Conrad Bloom (série télévisée)
- 1998 : Encore! Encore! (série télévisée)
- 1998 : Becker (série télévisée)
- 1999 : Love & Money (série télévisée)
- 2000 : Hillary 2000 (NY Primary) (téléfilm)
- 2000 : Legacy (téléfilm)
- 2000 : The Trouble with Normal (série télévisée)
- 2001 : Un trop bel alibi (In Pursuit) (vidéo)
- 2001 : Macho Man (Some of My Best Friends) (série télévisée)
- 2002 : The Random Years (série télévisée)
- 2002 : In-Laws (série télévisée)
- 2002 : Bram and Alice (série télévisée)
- 2003 : A Minute with Stan Hooper (série télévisée)
- 2004 : La Traque (The Hunting of the President)
- 2004 : Frasier (série télévisée)
- 2004 : The Nanny Reunion: A Nosh to Remember (téléfilm)
- 2005 : Out of Practice (série télévisée)
- 2007 : Pour le meilleur et le pire (série télévisée)